# Hakea francisiana
Hakea francisiana är en tvåhjärtbladig växtart som beskrevs av F. Müll.. Hakea francisiana ingår i släktet Hakea och familjen Proteaceae. Inga underarter finns listade i Catalogue of Life.